# Нарэ
Нарэ (яп. 慣れ «патина, следы времени») — эстетическая категория японской культуры, обозначающая особый тип глянца, образующийся на неочищенных предметах, которые в течение долгого времени подвержены прикосновению человеческих рук. В японской культуре связь с прошлым является определяющей, поэтому в своем эссе японский писатель Танидзаки так подчеркивает значимость понятия нарэ: «Европейцы стремятся уничтожить всякий след засаленности, подвергая предметы жесткой чистке. Мы же, наоборот, стремимся бережно сохранить ее, возвести ее в некий эстетический принцип».

## Теория

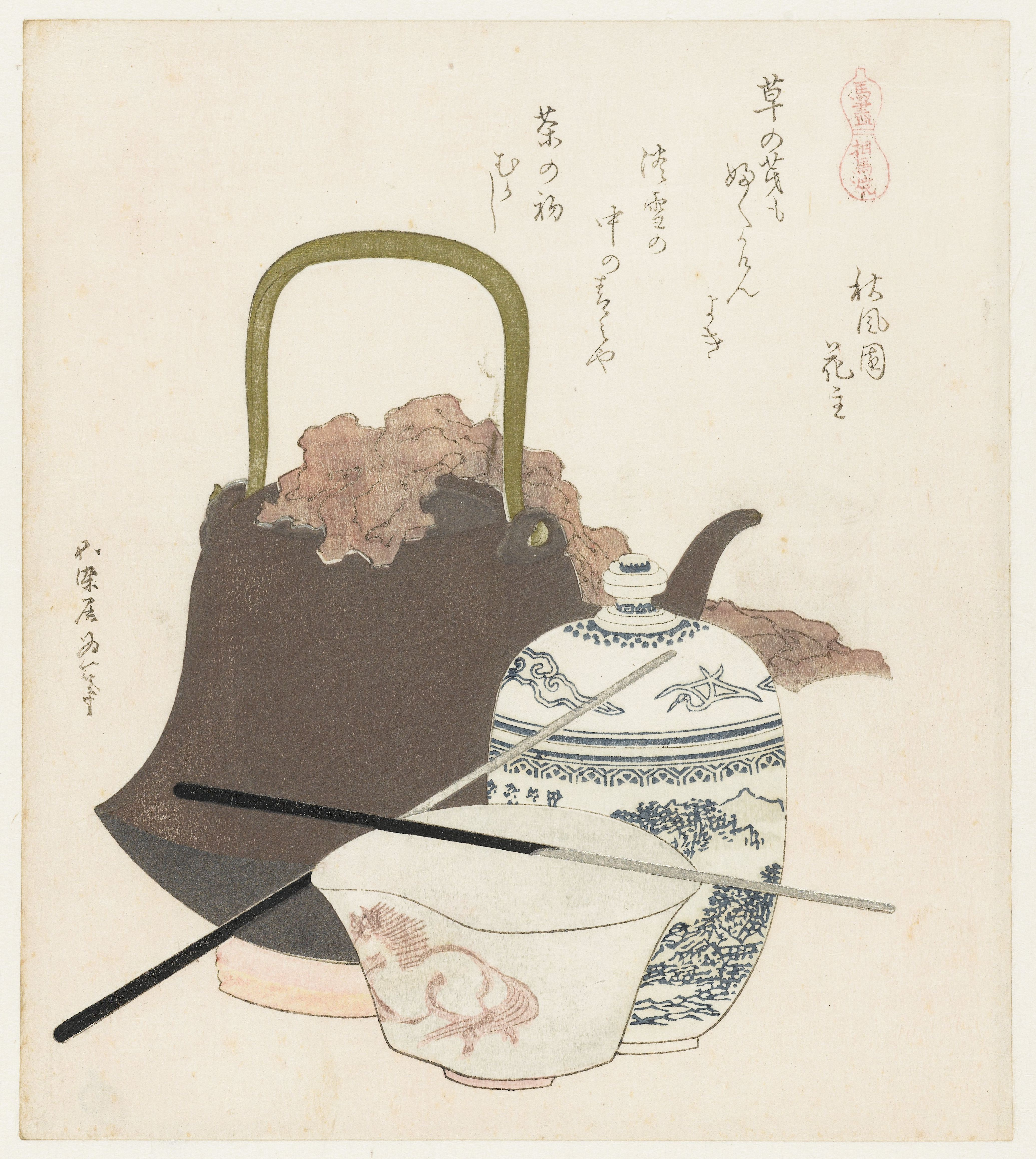
Keramiek uit Sôma Sômayaki (titel op object) Een serie met paarden (serietitel) Uma zukushi (serietitel op object), RP-P-2000-211

В Японии вообще принято предпочитать тень свету. Это, в первую очередь, связано с синтоизмом, предполагающим обожествление неодушевлённых предметов, природных элементов и явлений. Гора Фудзияма является одной из самых почитаемых божеств, потому и тень, отбрасываемая ею, оказывается самоценной и божественной. Танидзаки говорит о том, что японская культура выросла из понятия «тени»: «то, что мы называем красотой, развивается обыкновенно из жизненной практики: наши предки, вынужденные в силу необходимости жить в темных комнатах, в одно прекрасное время открыли особенности тени и в дальнейшем приучились пользоваться тенью уже в интересах красоты». 
А.Д. Аветисян описывает это так:

 
«Генетически заложенное в японцах чувство синтоистского одухотворения всего сущего и осмысления себя как интегральной частицы этого сущего, приводит к мысли, что следы человеческой плоти, замшелости, ржавчины, выветривания и дождевые подтеки – это не только созерцание благородной старины, эстетические принципы и художественные изыски, это, прежде всего – генезис воспринимаемого японцами пространства».

Разницу с европейским мировоззрением можно легко проследить в работах Нацумэ Сосэки:

 
«В один прекрасный день, когда мы с владельцем этого замка вышли прогуляться в саду, я заметил, что все дорожки между рядами деревьев густо поросли мохом. Я сделал комплимент, заметив, что эти дорожки приобрели великолепный вид благородной старины. На что хозяин сада ответил, что собирается сказать садовнику, чтобы он соскоблил весь этот мох».

## Описание и характеристики

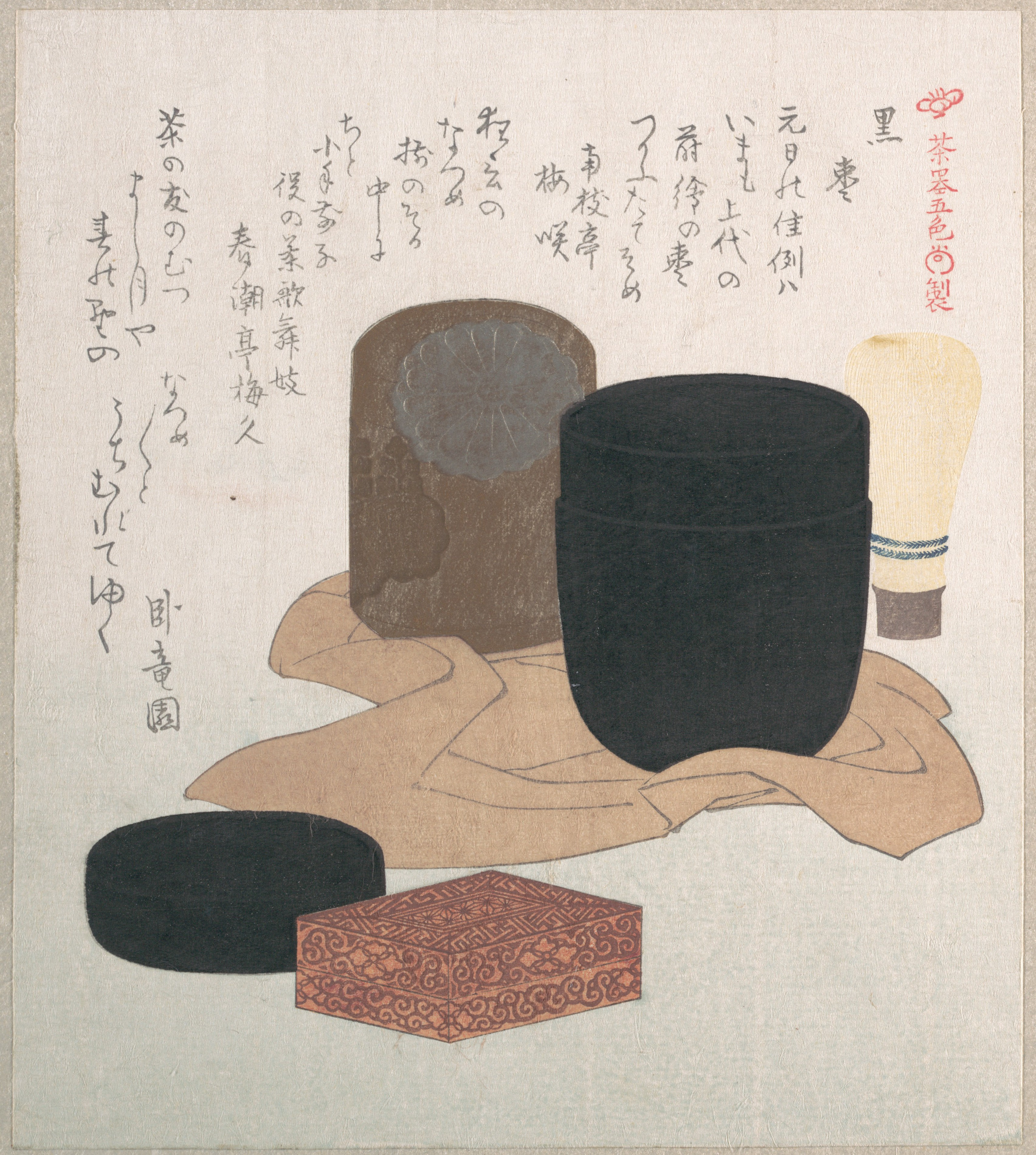
Кацусика Хокусай

«Засаленность» выступает в характеристике нарэ со знаком плюс, она не имеет ничего общего с нечистоплотностью или грязью. Нарэ представляет собой «овеществленное время»: 

 
«Японцы любят вещи не только за их полезность, но и за то, что, трогая вещь, ты пальпируешь историю».

Нарэ – это засаленность, которая образуется в результате проникновения и впитывания жировых/сальных веществ рук в материю предмета. По сути нарэ – это «рукотворные» накопления.
Нарэ – это этакий «рукотворный след благородной старины».
Нарэ – живость оприродованного «вещного» пространства японцев.
Нарэ – генезис японского пространства.